# Adrián Alonso Pereira
Adrián Alonso Pereira, noto anche con lo pseudonimo di Pola (Vigo, 26 luglio 1988), è un ex giocatore di calcio a 5 spagnolo, campione europeo con la Nazionale spagnola nel 2016.

## Carriera
Lo pseudonimo "Pola" deriva dalla contrazione di polaco, soprannome affibiatogli dagli amici d'infanzia per via della sua capigliatura bionda.
Pola ha iniziato nel settore giovanile del Redondela per poi passare in quello della formazione di Division de Honor del Santiago facendo presenza anche nella vittoriosa Coppa di Spagna del 2006. Dopo un anno in prestito al Clipeus Nazareno, dal 2007-08 è stato integrato stabilmente della rosa della prima squadra, meritando la convocazione nella Nazionale Under-21 di calcio a 5 della Spagna giunta alle semifinali del campionato europeo di calcio a 5 Under-21 2008.

## Palmarès

### Club

#### Competizioni nazionali
- Campionato spagnolo: 6
Inter: 2013-14, 2014-15, 2015-16, 2016-17, 2017-18, 2019-20
- Coppa di Spagna: 5
Santiago: 2005-06
Inter: 2013-14, 2015-16, 2016-17, 2020-21
- Coppa del Re: 2
Inter: 2014-15, 2020-21
- Supercoppa di Spagna: 4
Santiago: 2010
Inter: 2011, 2015, 2017, 2018, 2020

#### Competizioni internazionali
- Coppa UEFA: 2
Inter: 2016-17, 2017-18

### Nazionale
- Campionato d'Europa: 1

Serbia 2016